# Til It Happens to You
Til It Happens to You ist ein Lied der US-amerikanischen Sängerin Lady Gaga.

## Hintergrund
Der Song wurde von Lady Gaga und Diane Warren geschrieben. Til It Happens to You erschien auf dem Soundtrack des Dokumentarfilms Freiwild – Tatort Universität, welcher über Vergewaltigungen an US-amerikanischen Unis berichtet.

## Auftritte
Der Song wurde von Lady Gaga am Klavier sitzend bei der Oscarverleihung 2016 gemeinsam mit Frauen und Männern gesungen, die Opfer von sexueller Nötigung geworden waren. Auf ihren Armen hatten sie Botschaften wie „Überlebende“ und „Es ist nicht deine Schuld“ geschrieben.

## Veröffentlichungen
- Download[3]

1. „Til It Happens to You“ – 4:18

- Remix-Single

1. „Til It Happens to You“ (Tracy Young’s Ferosh Reconstruction Extended) – 9:18
2. „Til It Happens to You“ (Tracy Young’s Ferosh Reconstruction Radio Edit) – 3:52
3. „Til It Happens to You“ (Tracy Young’s Ferosh Reconstruction Mixshow) – 6:04
4. „Til It Happens to You“ (Tracy Young’s Ferosh Reconstruction Dub) – 9:18
5. „Til It Happens to You“ (Mike Rizzo Funk Generation Club Mix) – 5:12
6. „Til It Happens to You“ (Mike Rizzo Funk Generation Radio Mix) – 3:54
7. „Til It Happens to You“ (Frank Lamboy Late Mix Vocal) – 7:48
8. „Til It Happens to You“ (Frank Lamboy Late Instrumental) – 7:48
9. „Til It Happens to You“ (Dirty Pop Club Remix) – 6:24
10. „Til It Happens to You“ (Division 4 & Matt Consola Mix) – 7:10
11. „Til It Happens to You“ (Division 4 & Matt Consola Radio Edit) – 4:05
12. „Til It Happens to You“ (Division 4 & Matt Consola Instrumental) – 7:10

## Chartplatzierungen
| ChartsChartplatzierungen       | Höchstplatzierung | Wochen |
| ------------------------------ | ----------------- | ------ |
| Vereinigte Staaten (Billboard) | 95 (1 Wo.)        | 1      |